# Phlebarcys uniplagiata
Phlebarcys uniplagiata is een halfvleugelig insect uit de familie schuimcicaden (Cercopidae). De wetenschappelijke naam van deze soort is voor het eerst geldig gepubliceerd in 1910 door Schmidt.